# ناحية كرفتو
ناحية كرفتو (بالفارسية: بخش كرفتو) هي ناحية في مقاطعة ديواندرة، محافظة كردستان، إيران. حسب إحصاء 2016، عدد سكان الناحية 15611 فردا في 3944 عائلة. بالناحية مدينة واحدة هي زرينه، وبها 3 مناطق ريفية هي قسم كاني شيرين الريفي، وقسم اوباتو الريفي، وقسم زرينه الريفي.